# La Cañada Flintridge
La Cañada Flintridge város az USA Kalifornia államában, Los Angeles megyében. Lakosainak száma 20 573 fő (2020. április 1.).

## Népesség
A település népességének változása:
| Lakosok száma | 18 338 | 20 246 | 20 573 |
|               | 1960   | 2010   | 2020   |